# أوكالبتوس بانكسي
أوكالبتوس بانكسي (الاسم العلمي:Eucalyptus banksii) هو نوع من النباتات يتبع جنس الأوكالبتوس من فصيلة الآسية.